# チャットレディのキセキ
『チャットレディのキセキ』は、実在するライブチャット「ライブでゴーゴー」（運営：株式会社ハイスペック）を舞台に繰り広げられる純愛ラブファンタジー映画で、ソロアイドルの吉川友が主演し、鈴木裕樹が相手役を務めて2018年に秋葉原映画祭にてプレミア先行上映された。

## あらすじ
チャットレディのアルバイトをしながら音大に通う結城美音は、ある日間違えてログインしてきたハンドルネーム「カノン」と言い争うが、突然カノンが弾き始めたピアノに圧倒される。カノンの演奏に魅了された美音はピアノコンクールに向けて指導を請い、カノンも承諾する。チャットとピアノを通じて二人は心を通わせていく。
解説: SNSの一つとして利用されているライブチャットサービスを題材にしたラブストーリー。音大生が、チャットを通じて出会った人と心を通わせる。主演を『きっかけはYOU!』などの吉川友が務め、D-BOYSの鈴木裕樹、『闇金リアルゲーム』などの宮下順子らが共演。『トロッコ』『チョルラの詩（うた）』などの川口浩史がメガホンを取った。チャットレディはチャトレとも言う。

## キャスト
- 吉川友
- 鈴木裕樹
- 綱島恵里香
- 優希美月
- 水野俊太朗
- 小牧那凪
- 塚田龍二
- 永野愛佳
- 高杉沙耶
- 宮下順子

## スタッフ
- エグゼクティブプロデューサー - 吉岡智子
- 企画プロデュース - 大橋孝史
- 監督 - 川口浩史
- 脚本監修 - 村川康敏
- 脚本 - 印東由紀子 大竹菜々子
- 音楽 - 桜庭英伯
- 撮影 - 小林茂浩
- 照明 - 小澤真也
- 録音 - 吉田均
- 美術 - 安本成男
- スタイリスト - 田中祥子
- へアメイク - 原野麻実
- 製作プロダクション - モバコン株式会社
- 配給 - パル企画
- 製作 - 株式会社キャナル